# Jollamoaivi
Jollamoaivi är en kulle i Finland. Den ligger i Enare i den ekonomiska regionen Norra Lappland och landskapet Lappland, i den norra delen av landet, 1 000 km norr om huvudstaden Helsingfors. Toppen på Jollamoaivi är 281 meter över havet. Jollamoaivi ligger vid sjön Jollamjävri.
Terrängen runt Jollamoaivi är huvudsakligen platt.  Trakten runt Jollamoaivi är nära nog obefolkad, med mindre än två invånare per kvadratkilometer. Omgivningarna runt Jollamoaivi är i huvudsak ett öppet busklandskap.